# 桃園市空服員職業工會
桃園市空服員職業工會，簡稱桃空職工，又被稱為空服員職業工會，是中華民國的職業工會，在2015年11月成立。曾經發動2016年中華航空空服員罷工事件與2019年長榮航空空服員罷工事件。

## 組織簡介
在過去，中華航空企業工會組成以空服員為主體的分會──第三分會，不過該分會本身並沒有獨立法人的身分。在這個時期，中華航空企業工會的理事長與人員都是由中華航空的高層或內部主管指派擔任。到了2015年，由於面臨到許多有關休息、工作時間的勞資衝突，中華航空的空服員先是以第三分會的名義展開抗爭。
但是在中華航空企業工會未能協助爭取的情形下，第三分會的員工無法合法地進行勞資爭議，多次爭取自身勞動權益的行動因而失敗。2015年11月，為了能夠取得「合法的爭議權」，第三分會決定正式成立桃園市空服員職業工會。之後中華航空與長榮航空的空服員，便多次透過桃園市空服員職業工會的名義，展開權益抗爭。

## 外部連結
- 桃園市空服員職業工會 （页面存档备份，存于）